# Bundeena, New South Wales
Bundeena este o suburbie în Sydney, Australia.